# Charly Nouck Horneman
Charly Ngos Nouck Horneman (Odense, 21 marzo 2004) è un calciatore danese, attaccante del Viborg.

## Caratteristiche tecniche
Gioca come ala destra.

## Carriera

### Club
È cresciuto nel settore giovanile dell'Odense con cui ha firmato il primo contratto professionistico nel giugno del 2021. Il 18 luglio 2022 ha debuttato in prima squadra nell'incontro di Superligaen perso 2-0 contro il Nordsjælland e sei giorni dopo ha trovato il suo primo gol nel pareggio per 2-2 contro il Randers.
Nel 2024 si è trasferito al Viborg.

### Nazionale
Ha giocato nelle nazionali giovanili danesi Under-19 ed Under-20.

## Statistiche

### Presenze e reti nei club
Aggiornato al 28 febbraio 2024.
| Stagione        | Squadra         | Campionato      | Campionato | Campionato | Coppe nazionali | Coppe nazionali | Coppe nazionali | Coppe continentali | Coppe continentali | Coppe continentali | Altre coppe | Altre coppe | Altre coppe | Totale | Totale | Totale |
| Stagione        | Squadra         | Comp            | Pres       | Reti       | Comp            | Pres            | Reti            | Comp               | Pres               | Reti               | Comp        | Pres        | Reti        | Pres   | Reti   |        |
| --------------- | --------------- | --------------- | ---------- | ---------- | --------------- | --------------- | --------------- | ------------------ | ------------------ | ------------------ | ----------- | ----------- | ----------- | ------ | ------ | ------ |
| 2022-2023       | Odense          | SL              | 17         | 2          | CD              | 1               | 0               |                    | -                  | -                  |             | -           | -           | 18     | 2      |        |
| 2023-2024       | Odense          | SL              | 16         | 1          | CD              | 2               | 0               |                    | -                  | -                  |             | -           | -           | 18     | 1      |        |
| Totale carriera | Totale carriera | Totale carriera | 33         | 3          |                 | 3               | 0               |                    | -                  | -                  |             | -           | -           | 36     | 3      |        |